# محوطه هرد (۰۷۲)
محوطه هرد (۰۷۲) مربوط به دوره ساسانیان است و در شهرستان شوشتر، دو کیلومتری جنوب شرقی دیلم قدیم واقع شده و این اثر در تاریخ ۱۱ دی ۱۳۸۰ با شمارهٔ ثبت ۴۶۸۳ به‌عنوان یکی از آثار ملی ایران به ثبت رسیده است.